# ㅢ
ㅢ (reviderad romanisering: ui, hangul: 의) är en av elva diftonger i det koreanska alfabetet. Det är en kombination av ㅡ och ㅣ.